# Étienne Louis Vital
Étienne Louis Vital, né le 7 septembre 1736 à Martigné et mort le 2 novembre 1818 à Paris, est un général français de la Révolution et de l’Empire.

## Origine
Il était fils d'Etienne Vital, grenetier à Mayenne, 1759, échevin, 1760, et de Joséphine de la Motte, et frère de Nicolas Vital, curé de Commer, avec lequel il avait hérité de leur frère commun René-François,.

## États de service
Il entre en service le 15 janvier 1755, comme élève à l’école d’artillerie et du génie de La Fère, et il passe sous-lieutenant dans cette école le 23 février 1758. Le 4 septembre 1758, il devient lieutenant en second à l’école du génie de Mézières, et lieutenant en premier (ingénieur ordinaire) le 1er janvier 1760. 
Le 3 mai 1769, lors de la campagne de Corse, il se trouve à l’attaque de Calenzana, et le 9 à celle de Moncale. Le 18 mai, il assiste à l’attaque et au rétablissement de la redoute de Sainte-Catherine, sous le feu de l’ennemi, et à l’attaque de la tour de Cala-Rossa (en), en Balagne. Le 23 il fait partie d’une expédition avec le régiment de Bourgogne sur les villages voisins de la rivière Seccu, et les 1ers et 5 juin 1769, il prend part à l’attaque des tours et retranchement de Girolata et de Porto. Il reçoit son brevet de capitaine le 30 décembre 1769, et il est fait chevalier de Saint-Louis le 29 février 1784.
Il est nommé major directeur le 1er janvier 1791, et il prend le commandement du génie à Nantes et à l’île d’Oléron en 1792. Il est élevé au grade de colonel le 1er octobre 1793, et il assume les fonctions de directeur des fortifications à Brest. En 1794, il retourne en Corse, et il se retrouve pendant quarante jours au siège de Bastia, jusqu’à la reddition de cette place le 19 mai 1794.
Le 18 novembre 1794, il est désigné pour la reconnaissance des côtes de Marseille à Savone, et il est promu général de brigade le 17 janvier 1795. Le 30 mai 1795, il devient inspecteur général du génie, et le 17 novembre suivant, il commande le génie de l’armée d’Italie.
Le 11 juin 1796, il reprend les fonctions d’inspecteur général du génie, poste qu’il occupera pendant dix ans. Les paroissiens de Commer s'adressent au général pour obtenir le retour de leur ancien curé, déporté en Angleterre, 20 septembre 1800.
Il est fait chevalier de la Légion d’honneur le 11 décembre 1803, et commandeur de l’ordre le 14 juin 1804.
Il est admis à la retraite le 31 janvier 1806.
Il meurt le 2 novembre 1818, à Paris.

## Sources
- (en) « Generals Who Served in the French Army during the Period 1789 - 1814: Eberle to Exelmans »
- Thierry Pouliquen, « Les généraux français et étrangers ayant servis [sic] dans la Grande Armée » (consulté le 21 avril 2015)
- « Cote LH/2732/59 », base Léonore, ministère français de la Culture
- A. Lievyns, Jean Maurice Verdot, Pierre Bégat, Fastes de la Légion-d'honneur, biographie de tous les décorés accompagnée de l'histoire législative et réglementaire de l'ordre, Tome 4, Bureau de l’administration, 1844, 640 p. (lire en ligne), p. 106.
- (pl) « Napoléon.org.pl »
- « Étienne Louis Vital », dans Alphonse-Victor Angot et Ferdinand Gaugain, Dictionnaire historique, topographique et biographique de la Mayenne, Laval, A. Goupil, 1900-1910 [détail des éditions] (BNF 34106789, présentation en ligne)